# Лайчжоувань
Лайчжоува́нь (кит. трад. 萊州灣, упр. 莱州湾, пиньинь Láizhōu Wān) — залив Жёлтого моря у берегов Китая, расположенный между дельтой реки Хуанхэ и Шаньдунским полуостровом. Южная часть залива Бохайвань.
Глубина залива достигает 15 м. Приливы смешанные, их величина не превышает 3-4 м. На восточном берегу залива стоит порт Лункоу.